# Poinsettia Bowl 2016
Match précédent Match suivant
Le Poinsettia Bowl 2016 est un match de football américain de niveau universitaire  joué après la saison régulière de 2016, le 21 décembre 2013 au Qualcomm Stadium de San Diego en Californie.
Il s'agit de la 12e et dernière édition du Poinsettia Bowl.
Le match a mis en présence les équipes de BYU issue des Indépendants et de Wyoming issue de la Mountain West Conference.
Il a débuté à 18 heures locales et a été retransmis en télévision sur ESPN.
Sponsorisé par la société San Diego County Credit Union, il est officiellement renommé le San Diego County Credit Union Poinsettia Bowl 2016.
Brigham Young gagne le match sur le score de 24 à 21.

## Présentation du match
| Équipes                                                                                  | Conférences | Entraîneurs   | Stats. saison rég. | Classements avant le bowl (CFP/AP/Coaches) |
| ---------------------------------------------------------------------------------------- | ----------- | ------------- | ------------------ | ------------------------------------------ |
| Cougars de BYU                                                                           | Ind.        | Kalani Sitake | 8-4                | NC                                         |
| Cowboys du Wyoming                                                                       | MWC         | Craig Bohl    | 8-5                | NC                                         |
| Arbitre : Greg Blum (MAC) Équipe donnée favorite par les bookmakers : BYU à 10 contre 1. |             |               |                    |                                            |

Il s'agit de la 78e rencontre entre ces deux équipes. BYU mène les statistiques avec 44 victoires, 3 nuls et 30 défaites. Il faut signaler qu'entre 1921 et 2010, BYU et Wyoming ont figuré dans les mêmes conférences (respectivement la Rocky Mountain Athletic Conference, la Mountain States Conference, la Western Athletic Conference, et la Mountain West Conference jusqu'à ce que BYU décide de devenir équipe indépendante à partir de la saison 2011. 
Leur dernière rencontre s'est déroulée le 23 octobre 2010 et a vu la victoire de BYU sur le score de 25 à 20.

### Brigham Young
Avec un bilan global en saison régulière de 8 victoires pour 4 défaites, BYU est éligible et accepte l'invitation pour participer au Poinsettia Bowl de 2016(en).
À l'issue de la saison 2016 (bowl compris), ils n'apparaissent pas dans les classements CFP , AP et Coaches.
Il s'agit de leur 2e participation au Poinsettia Bowl. Ils avaient gagné le Poinsettia Bowl 2012 23 à 6 contre les Aztecs de San Diego State.

### Wyoming
Avec un bilan global en saison régulière de 8 victoires pour 4 défaites, Wyoming est éligible et accepte l'invitation pour participer au Poinsettia Bowl de 2016.
Ils terminent, avec un bilan de 6 victoires pour 2 défaites, 1er de la Mountain Division de la Mountain West Conference. Ils perdent ensuite la finale de conférence sur le score de 24 à 27 des œuvres des Aztecs de San Diego State.
À l'issue de la saison 2016 (bowl compris), ils n'apparaissent pas dans les classements CFP , AP et Coaches.
Il s'agit de leur 1re participation au Poinsettia Bowl.

## Résumé du match
| QT          | Temps       | Drive       | Drive       | Drive       | Équipe      | Description de l'action | Score | Score |
| QT          | Temps       | Jeux        | Yards       | TDP         | Équipe      | Description de l'action | BYU   | WYO   |
| ----------- | ----------- | ----------- | ----------- | ----------- | ----------- | --- | ----- | ----- |
| 1           | 00:38       | 2           | 3           | 00:47       | BYU         | TD à la suite d'une course de 3 yards par Tanner Mangum + 1 point de conversion par K Rhett Almond                                    | 7     | 0     |
| 2           | 03:08       | 11          | 66          | 05:24       | BYU         | FG de 27 yards par K by Rhett Almond                                                                                                  | 10    | 0     |
| 3           | 06:35       | 16          | 60          | 08:25       | WYO         | TD à la suite d'une course de 4 yards par Brian Hill + 1 point de conversion par K Cooper Rothe                                       | 10    | 7     |
| 3           | 02:42       | 8           | 73          | 03:53       | BYU         | TD de 5 yards par Tanner Balderree à la suite d'une réception de passe de QB Tanner Magnum + 1 point de conversion par K Rhett Almond | 17    | 7     |
| 4           | 14:07       | 5           | 55          | 02:36       | BYU         | TD à la suite d'une course de 36 yards par Jamaal Williams + 1 point de conversion par K Rhett Almond                                 | 24    | 7     |
| 4           | 07:35       | 14          | 76          | 06:32       | WYO         | TD de 9 yards par Tanner Gentryà la suite d'une réception de passe de QB Josh Allen + 1 point de conversion par K Cooper Rothe        | 24    | 14    |
| 4           | 02:11       | 8           | 81          | 03:00       | WYO         | TD de 23 yards par Tanner Gentry à la suite d'une réception de passe de QB Josh Allen + 1 point de conversion par K Cooper Rothe      | 24    | 21    |
| Score final | Score final | Score final | Score final | Score final | Score final | Score final | 24    | 21    |

## Statistiques[9]
| Statistiques par Équipes               | Statistiques par Équipes | Statistiques par Équipes |
| Statistiques                           | BYU                      | WYO                      |
| -------------------------------------- | ------------------------ | ------------------------ |
| 1er downs                              | 13                       | 22                       |
| Conversion de 3e Down                  | 4/10                     | 8/18                     |
| Conversion de 4e Down                  | 0/0                      | 3/5                      |
| Jeux–yards                             | 50 jeux pour 312 yards   | 79 jeux pour 373 yards   |
| Yards à la course                      | 216                      | 166                      |
| Yards à la passe                       | 96                       | 207                      |
| Passes : Réussies-Tentées-Interceptées | 8/15, 1 int.             | 17/33, 2 int.            |
| Réussite en zone rouge/chances         | 3/3                      | 2/2                      |
| TD                                     | 3                        | 3                        |
| Field Goals                            | 1/1                      | 0/0                      |
| Sacks (Nombre-Yards gagnés)            | 0/0                      | 1/11                     |
| Fumbles (Nombre/Perdus)                | 1/1                      | 1/0                      |
| Pénalités (Nombre/Yards perdus)        | 5/63                     | 7/59                     |
| Temps de possession                    | 24:48                    | 35:12                    |

| Meilleurs Joueurs (MVPs) | Meilleurs Joueurs (MVPs) | Meilleurs Joueurs (MVPs) | Meilleurs Joueurs (MVPs) |
| ------------------------ | ------------------------ | ------------------------ | ------------------------ |
| Système                  | Nom                      | Équipe                   | Poste                    |
| Attaque                  | Jamaal Williams          | BYU                      | RB                       |
| Défense                  | Harvey Langi             | BYU                      | LB                       |

| Statistiques Individuelles | Statistiques Individuelles | Statistiques Individuelles                                         |
| -------------------------- | -------------------------- | ------------------------------------------------------------------ |
| Quaterbacks                |                            |                                                                    |
| BYU                        | Mangnum Tanner             | 8/15 passes réussies, 96 yards, 1 TD, 1 int., QB Rating=115.8%     |
| WYO                        | Allen Josh                 | 17/32, passes réussies, 207 yards, 2 TDs, 2 int., QB Rating=115.6% |
| Meilleurs Coureurs         |                            |                                                                    |
| BYU                        | Williuams Jamaa            | 26 courses, 210 yards, 1 TD                                        |
| WYO                        | Hill Brian                 | 26 courses pour 93 yards, 1 TD                                     |
| Meilleurs Receveurs        |                            |                                                                    |
| BYU                        | Kurtz Nick                 | 3 réceptions pour 59 yards, 0 TD                                   |
| WYO                        | Gentry Tanner              | 7 réceptions pour 113 yards, 2 TDs                                 |
| Meilleurs Tackleurs        |                            |                                                                    |
| BYU                        | Langi Harvey               | 10 tacles solo et 6 assistes                                       |
| WYO                        | Hull Antonio               | 5 tacles solo et 6 assistes                                        |